# Paul Vankerkhoven
Paul Vankerkhoven (Brussel, 3 november 1941 - Sint-Lambrechts-Woluwe, 20 augustus 1998) was een Belgisch politicus voor de PSC.

## Levensloop
Vankerkhoven werd licentiaat in de journalistiek aan de ULB. Na zijn studies werd hij journalist of medewerker bij meerdere bladen en in 1971 werd hij secretaris-generaal van het Centre Européen de Documentation et d'Information. Daarnaast was hij ook algemeen gedelegeerde van de Franse Gemeenschap bij de Europese Unie en algemeen inspecteur internationale relaties voor de Franse Gemeenschap.
Hij werd politiek actief bij de PSC en behoorde binnen de partij tot de conservatieve CEPIC-fractie. Binnen de CEPIC was hij de voorzitter van de commissie Internationale Relaties. Van 1982 tot 1984 zetelde hij voor de PSC eveneens ter opvolging van de overleden Victor Michel in het Europees Parlement. In 1998 overleed hij na een langdurige ziekte.